# Halifax (Nové Skotsko)
Halifax je hlavní město kanadské provincie Nové Skotsko. Je tu přístav, který představuje strategický bod při plavbě mezi Kanadou a Evropou, což bylo využito nejen v historii, kdy přístavem prošlo mnoho nových přistěhovalců, ale Halifax sehrál svoji důležitou roli i během dvou světových válek. Dokonce se uvádí, že Přístavištěm č. 21 (Pier 21) v letech 1928–1971 prošlo na milion přistěhovalců. V současné době je Přístaviště č. 21 muzeem, kde jsou vystaveny exponáty týkající se přistěhovalectví do této oblasti.
V Halifaxu se nachází také malé historické centrum, mořské muzeum a původní britská pevnost Citadela. Město je sídlem čtyř univerzit, z nichž nejstarší King's College byla založena již roku 1789.

## Historie
Moderní Halifax vznikl v roce 1996 sloučením samosprávních měst Halifax, Dartmouth a Bedford. V samotném Halifaxu se nachází guvernérský palác, v kterém vždy sídlil guvernér provincie Nové Skotsko. V roce 1917 zde došlo k tzv. Halifaxskému výbuchu poté, co se zde srazila norská loď Imo s francouzskou nákladní lodí Mont Blanc, mající na palubě přes 2400 tun výbušnin. Byla to jedna z největších nejaderných explozí v historii.
V roce 1993 konzervativní provinční guvernér Nového Skotska začal uvažovat o sloučení měst Halifax a Dartmouth s Bedfordem a ostatními menšími obcemi v těsné blízkosti Halifaxu. Halifax, Dartmouth a Bedford byly nejhustěji osídlená samostatná samosprávní území, zatím co ostatní části byly převážně zemědělské oblasti s největší rozlohou neobdělané, divoké země. Sloučení těchto tří regionů bylo oficiálně navrženo v roce 1974.
Pro přípravu a realizaci sloučení byl navržen konzervativci Bill Hayward. Jejich úsilí bylo však zmařeno volbami, kdy zvítězila liberální strana. Představitel vítězné strany John Savage označil navrhované sloučení jako bláznivé a nerealizovatelné z důvodu obrovských finančních nákladů a následných nákladů na chod celého sloučeného regionu (předpokládal částku 20 milionů dolarů ročně). V důsledku ostré diskuze mezi Haywardem a Savagem se obyvatelstvo v první fázi postavilo proti sloučení; obyvatelé zemědělských oblastí byli v největší opozici, když se domnívali, že budou platit vysoké daně, aniž by dosáhli na stejné služby (správní) jako obyvatelé měst. Aktuální debaty na toto téma však byly minimální, informovanost obyvatel prostřednictvím médií nebo politických diskusí byla velice nízká. Přesto návrh sloučení byl nevyhnutelný a nemohl již být zastaven. Nová demokratická strana volala po hlasování, které však nebylo uskutečněno.

## Osobnosti města
- Oswald Avery (1877–1955), americký lékař a vědec kanadského původu
- Donald Tyson (* 1954), autor moderní okultní literatury
- Leslie Hope (* 1965), herečka
- Sarah McLachlan (* 1968), zpěvačka a skladatelka
- Andrew Joudrey (* 1984), hokejový útočník
- Sidney Crosby (* 1987), hokejista
- Elliot Page (* 1987), herec
- Nathan MacKinnon (*1995), hokejista
- Brad Marchand (*1988), hokejista

## Partnerská města
- San Francisco de Campeche, Mexiko
- Hakodate, Japonsko
- Liverpool, Spojené království
- Norfolk, Virginie, USA